# Robert Smalls
Robert Smalls (n. 5 aprilie 1839, Beaufort, Carolina de Sud, SUA – d. 23 februarie 1915, Beaufort, Carolina de Sud, SUA) a fost un politician, editor, om de afaceri și pilot maritim⁠(d) american. Născut în sclavie în Beaufort, Carolina de Sud, el a evadat împreună cu echipajul lui și cu familiile tuturor acestora în timpul Războiului Civil American furând o navă de transport confederată, CSS Planter⁠(d), din portul Charleston, pe 13 mai 1862, și plecând cu ea din  apele controlate de Confederație ale portului până la navele unioniste ce efectuau blocada în jurul acestuia. Apoi, el a pilotat nava către enclava controlată de Uniune din zona Beaufort–Port Royal–Hilton Head, unde nava a fost preluată ca navă de război a Uniunii. Exemplul său a inspirat efortul de a-l convinge pe președintele Abraham Lincoln să accepte soldați afro-americani în armata Uniunii⁠(d).
După Războiul Civil American, s-a întors la Beaufort și a devenit politician, câștigând alegerile ca republican pentru legislativul Carolinei de Sud⁠(d) și Camera Reprezentanților Statelor Unite în timpul Epocii de Reconstrucție. Smalls a redactat legislației statului, care prevedea primul sistem de școli elementare obligatorii și gratuite⁠(d) din Statele Unite în statul Carolina de Sud. El a fondat Partidul Republican din Carolina de Sud. Smalls a fost ultimul republican care a reprezentat districtul 5 din Carolina de Sud în Congres⁠(d) până la alegerea lui Mick Mulvaney⁠(d) în 2011.

## Începutul vieții
Robert Smalls s-a născut în 1839. Mama sa, Lydia Polite, era o sclavă a lui Henry McKee. Ea l-a născut într-o colibă din spatele casei lui McKee, la Prince Street nr. 511, în Beaufort, Carolina de Sud. A crescut în oraș sub influența culturii Gullah⁠(d) din Lowcountry⁠(d), a mamei sale. Mama lui a trăit ca servitoare în casă, dar el a crescut pe câmp. Robert era favorizat față de ceilalți sclavi, așa că mama lui s-a îngrijorat că el ar putea crește fără să înțeleagă situația în care muncesc sclavii de pe câmp și a cerut să fie pus să lucreze la câmp ca să fie martor la biciuiri.
Când avea 12 ani, la cererea mamei sale, stăpânul lui Smalls l-a trimis la Charleston să se angajeze ca muncitor pentru un dolar pe săptămână, restul salariului fiind plătit stăpânului său. Tânărul a lucrat mai întâi într-un hotel, apoi a devenit aprinzător de felinare pe străzile din Charleston. În anii adolescenței, dragostea lui pentru mare l-a determinat să-și găsească de lucru pe docurile și cheiurile din Charleston. Smalls a lucrat ca docher, rigger, fabricant de vele și, în cele din urmă, a ajuns timonier, mai mult sau mai puțin cârmaci⁠(d), deși sclavilor nu li se permitea acest titlu. Drept urmare, cunoștea foarte bine portul Charleston⁠(d).
La vârsta de 17 ani, Smalls s-a căsătorit cu Hannah Jones, o sclavă servitoare la hotel, în Charleston, pe 24 decembrie 1856. Era cu cinci ani mai mare decât el și avea deja două fiice. Primul lor copil, Elizabeth Lydia Smalls, s-a născut în februarie 1858. Trei ani mai târziu au avut un fiu, Robert Jr., care mai târziu a murit la vârsta de doi ani. Robert și-a propus să plătească pentru libertatea lor cumpărându-le direct, dar prețul era mare, 800 de dolari (21825 de dolari în 2021). El reușise să economisească doar 100 de dolari. Probabil că i-ar fi luat zeci de ani pentru a ajunge la 800 de dolari.

## Războiul Civil

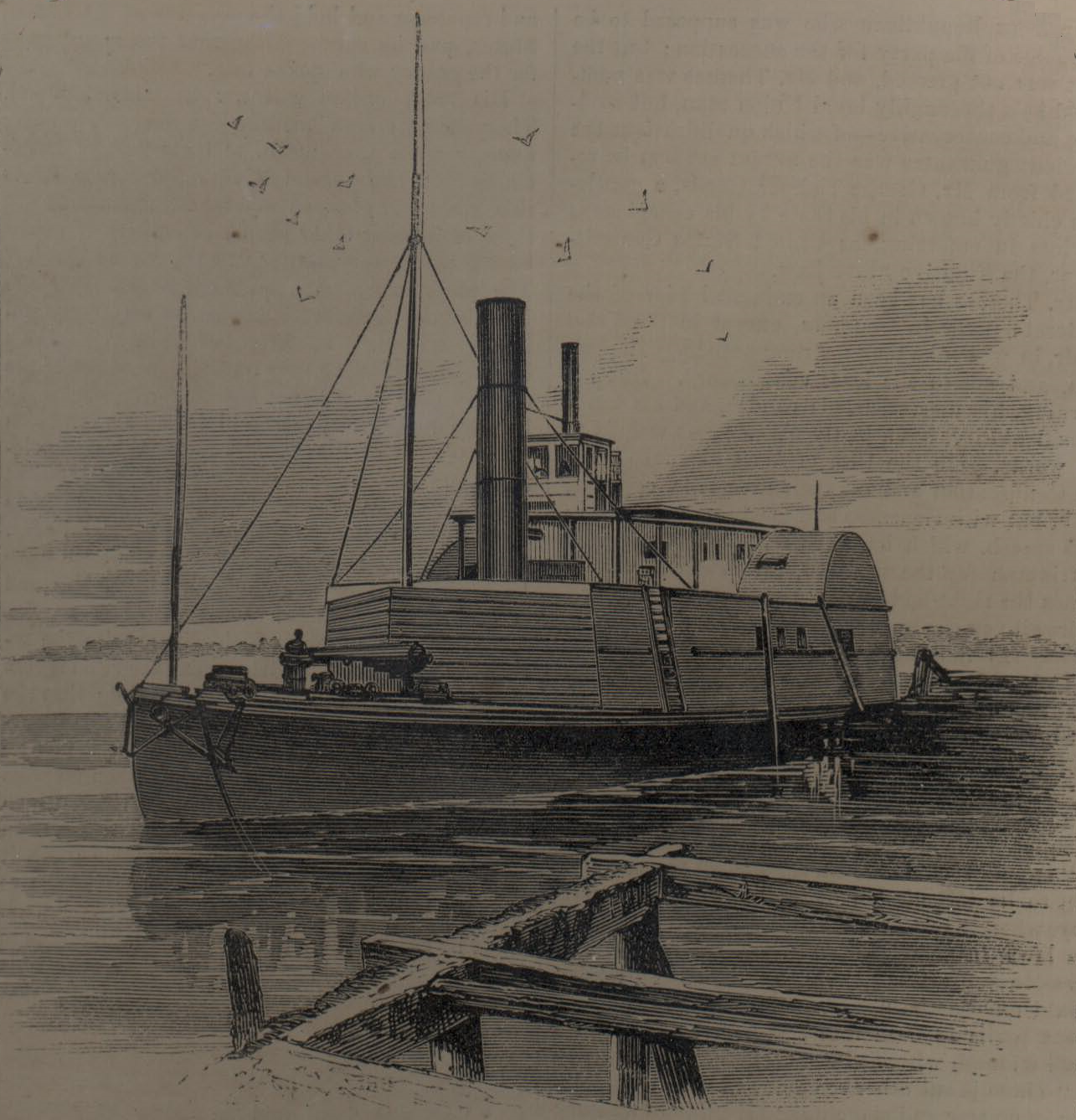
Canonierul CSS Planter, scos din Charleston de Robert Smalls în mai 1862

### Evadarea din sclavie
În aprilie 1861, a izbucnit Războiul Civil American cu bătălia de la Fort Sumter în portul Charleston⁠(d) din apropiere. În toamna anului 1861, Smalls a fost desemnat să piloteze nava CSS Planter⁠(d), un transportor militar confederat ușor înarmat, sub comanda comandantului districtului Charleston, generalul de brigadă Roswell S. Ripley⁠(d). Îndatoririle vasului Planter erau să cerceteze căile navigabile, să pună mine și să livreze depeșe, trupe și provizii. Smalls l-a pilotat pe Planter în tot portul Charleston și nu numai, pe râurile din zonă și de-a lungul coastelor Carolinei de Sud, Georgiei și Floridei. Din portul Charleston, Smalls și echipajul lui Planter vedeau șirul de nave federale de blocadă din exteriorul portului, la șapte mile distanță. Smalls părea mulțumit și avea încrederea echipajului și a proprietarilor vasului și, la un moment dat, în aprilie 1862, Smalls a început să pună la cale o evadare. A discutat problema cu toți ceilalți sclavi din echipaj, cu excepția unuia, în care nu avea încredere.
Pe 12 mai 1862, Planter s-a deplasat la zece mile sud-vest de Charleston pentru a se opri la Coles Island, un post confederat de pe râul Stono⁠(d), care era în curs de desființare. Acolo, nava a luat patru tunuri mari pentru a le transporta la un fort din portul Charleston. Întors la Charleston, echipajul a încărcat 91 kg de muniție și 72 m³ de lemn de foc pe Planter.

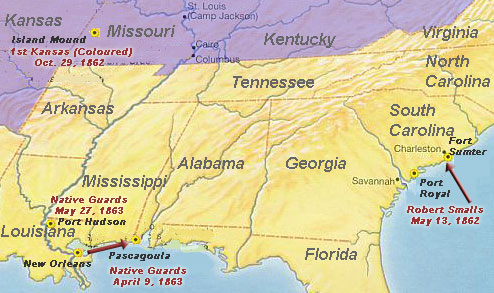
Harta primelor acțiuni afro-americane în Războiul Civil, inclusiv eliberarea de către Robert Smalls a navei Planter

În seara zilei de 12 mai, Planter era andocat ca de obicei la cheiul de sub cartierul general al generalului Ripley. Cei trei ofițeri albi au debarcat pentru a petrece noaptea pe uscat, lăsându-l la bord pe Smalls împreună cu echipajul, „după cum le era obiceiul”. (După aceea, cei trei ofițeri confederați au fost judecați la curtea marțială și doi au fost condamnați, dar verdictele au fost ulterior anulate.) Înainte de plecarea ofițerilor, Smalls l-a întrebat pe căpitanul Relyea dacă pot veni în vizită familiile echipajului, ceea ce era permis ocazional, iar acesta a aprobat cu condiția ca aceștia să plece înainte de ora-limită. Când familiile au ajuns, bărbații le-au dezvăluit planul.
A fost prima dată când femeile și copiii au auzit despre asta, deși Smalls îi spusese recent lui Hannah (soția lui - n.r.). Ea știa că Smalls își dorea să evadeze, dar nu-și dăduse seama că formula un plan și că intenționa să-l execute. A fost surprinsă, dar și-a recăpătat rapid calmul și i-a spus: «Este un risc, dragă, dar tu și cu mine, și micuții noștri trebuie să fim liberi. Merg, căci unde mori tu, mor și eu».:11 Celelalte femei erau mai puțin hotărâte. Au plâns și au țipat când au aflat peste ce au dat, iar bărbații s-au străduit să le liniștească.... Mai târziu, odată ce șocul s-a disipat, femei au recunoscut că s-au bucurat de șansa la libertate....:19
La un moment dat, trei membri ai echipajului s-au prefăcut că escortează membrii familiei înapoi acasă, dar s-au întors și s-au ascuns la bordul unui alt vapor acostat la cheiul Atlanticului de Nord. Pe la 3 dimineața, în 13 mai, Smalls și șapte dintre cei opt sclavi membri ai echipajului au pus în aplicare planul lor de evadare către navele de blocadă ale Uniunii. Smalls a îmbrăcat uniforma căpitanului și a purtat o pălărie de paie asemănătoare cu a căpitanului. El a navigat cu Planter pe lângă ceea ce se numea atunci Southern Wharf și s-a oprit la un alt cheu pentru a-și lua soția și copiii și familiile altor membri ai echipajului.

Smalls a îndrumat nava pe lângă cele cinci forturi portuare confederate fără incidente, dând la punctele de control semnalele corecte. Planter era comandat de căpitanul Charles C.J. Relyea, iar Smalls a copiat mișcările lui Relyea pe punte și pălăria lui de paie pentru a-i păcăli pe confederații care priveau de pe țărm și din forturi. Planter a trecut pe lângă Fort Sumter în jurul orei 4:30 a.m.
Pe măsură ce sclavii aproape liberi se apropiau de Fort Sumter, teama lor începea să crească. Era cel mai puternic înarmat dintre forturi și avea tendința de a fi condus de cei mai bănuitori soldați. Unul dintre oamenii de la bord a spus mai târziu: «Când ne-am apropiat de fort, fiecare bărbat, cu excepția lui Robert Smalls, a simțit că i se înmuiau genunchii și femeile au început să plângă și să se roage din nou.:24… Pe măsură ce Planter se apropia de fort, câțiva bărbați l-au îndemnat pe Smalls să îl ocolească pe departe. Smalls a refuzat, spunând că un astfel de comportament va trezi aproape sigur suspiciuni. El a condus nava pe traseul normal, încet, ca și cum doar ar fi savurat aerul dimineții și nu s-ar fi grăbit undeva anume. Când Fort Sumter a transmis semnalul de apel, Smalls a dat din nou semnele corecte din mână. A urmat o pauză lungă. Fortul nu a răspuns imediat, iar Smalls se aștepta acum ca tunurile să distrugă nava Planter în orice moment. În cele din urmă, fortul a semnalat că totul era bine, iar Smalls a plecat cu nava din port.:24–25:39
S-a dat alarma abia după ce nava era dincolo de raza de acțiune a tunurilor. În loc să se îndrepte spre est, spre Insula Morris, Smalls se îndreptase direct spre flota Marinei Uniunii, înlocuind steagurile rebelilor cu un cearșaf alb, adus de soția sa. Planter fusese văzut de USS Onward⁠(en)[traduceți], care era pe cale să tragă când un membru al echipajului a văzut steagul alb. Pe întuneric, cearșaful era greu de văzut, dar a răsărit soarele care a îmbunătățit vizibilitatea.

Relatare a unui martor:
Tocmai când tunul nr. 3 era ridicat, cineva a strigat: «Văd ceva care arată ca un steag alb»; și chiar așa, pe vapor era arborat ceva care ar fi fost alb dacă era spălat cu apă și săpun. În timp ce se apropia de noi, am căutat în zadar chipul unui bărbat alb. Când au descoperit că nu vom trage în ei, pe punte s-a revărsat un val de clandestini, unii dansând, alții cântând, fluierând, sărind; iar alții stăteau uitându-se spre Fort Sumter și murmurând tot felul de blesteme împotriva lui și de heart of de Souf, în general. Când vaporul s-a apropiat și sub pupa lui Onward, unul dintre bărbații de culoare a pășit în față și, scoțându-și pălăria, a strigat: „Bună dimineața, domnule! V-am adus câteva dintre vechile tunuri ale Statelor Unite!» Omul acela era Robert Smalls.

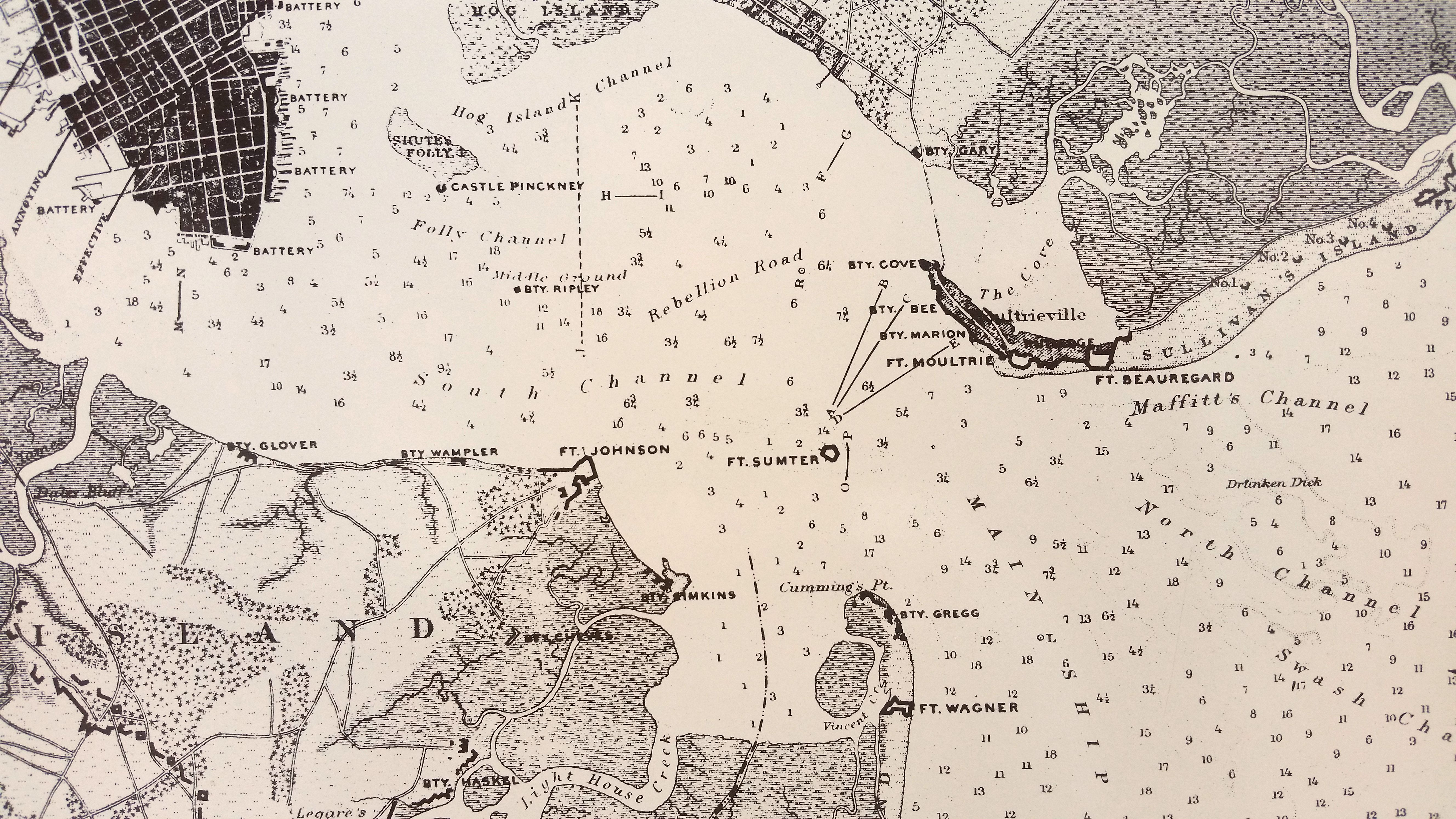
Reproducere de la a hărții apărării Portului Charleston

Căpitanul lui Onward, John Frederick Nickels, s-a urcat pe Planter, iar Smalls i-a cerut un drapel al Statelor Unite ca să-l arboreze. El a predat nava Planter și încărcătura acesteia Marinei Statelor Unite. Planul de evadare al lui Smalls reușise.
Planter și descrierea acțiunilor lui Smalls au fost transmise de lt. Nickels comandantului său, cpt. EG Parrott⁠(d). Pe lângă propriile tunuri ușoare, Planter mai transporta cele patru tunuri nemontate de pe insula Coles și cele 200 de livre de muniție. Cu toate acestea, cele mai valoroase erau cartea de coduri a căpitanului, care conținea semnalele confederate, și o hartă a minelor și torpilelor care fuseseră puse în portul Charleston. Cunoștințele extinse ale lui Smalls despre căile navigabile și configurațiile militare ale regiunii Charleston s-au dovedit extrem de valoroase. Parrott a transmis mai departe nava Planter comodorului Du Pont⁠(d) de la Port Royal, descriindu-l pe Smalls ca fiind foarte inteligent. Smalls i-a oferit lui Du Pont, comandantul flotei de blocadă, informații detaliate despre apărarea Charlestonului. Ofițerii federali au fost surprinși să afle de la Smalls că, contrar calculelor lor, au mai rămas doar câteva mii de soldați pentru a proteja zona, restul fiind trimiși în Tennessee și Virginia. Ei au aflat și că fortificațiile insulei Coles de pe flancul sudic al Charlestonului erau abandonate și neapărate. Această informație a permis forțelor Uniunii să captureze insula Coles și șirul său de baterii fără luptă pe 20 mai, la o săptămână după fuga lui Smalls. Uniunea avea să păstreze golfulețul Stono ca bază în tot restul războiului care a mai durat trei ani. Du Pont a fost impresionat și i-a scris secretarului Marinei la Washington următoarele: „Robert, sclavul inteligent și pilotul ambarcațiunii, care a făcut atât de abil această ispravă îndrăzneață, m-a informat despre [capturarea tunului de la Sumter], presupunând că ar fi o chestiune de interes.” El „este superior tuturor celor care au venit în liniile noastre – mai inteligent decât mulți dintre ei”.

### În slujba Uniunii
Smalls, care tocmai împlinise 23 de ani, a devenit rapid cunoscut în Nord ca un erou pentru fapta sa temerară. Ziarele și revistele i-au relatat acțiunile. Congresul SUA a adoptat un proiect de lege prin care îi acorda lui Smalls și membrilor echipajului său premiul în bani⁠(d) pentru Planter (valoros nu numai pentru armele sale, ci și pentru pescajul redus din golful Charleston); ziarele din sud au cerut disciplină mai dură pentru ofițerii confederați, a căror ieșire pe uscat împreună le-a permis lui Smalls și oamenilor săi să fure ambarcațiunea. Cota lui Smalls din premiul în bani a fost de US$1.500 ($36.830 in 2025). Imediat după capturare, Smalls a fost invitat să călătorească la New York pentru a ajuta la strângerea de bani pentru foștii sclavi, dar amiralul DuPont a refuzat propunerea, iar Smalls a început să servească în Marina Uniunii, mai ales cu cunoștințele sale detaliate despre minele puse lângă Charleston. Cu toate acestea, cu încurajarea generalului-maior David Hunter, comandantul Uniunii la Port Royal, Smalls a mers la Washington, DC, în august 1862 împreună cu pastorul metodist Mansfield French, care a ajutat la înființarea Universității Wilberforce⁠(d) din Ohio și a fost trimis de Asociația Misionară Americană⁠(d) să ajute foștii sclavi la Port Royal. Ei doreau să-l convingă pe Lincoln și pe secretarul de război Edwin Stanton să permită bărbaților de culoare să lupte pentru Uniune. Deși Lincoln a revocat anterior ordinele lui Hunter și ale generalilor Fremont și Sherman de a mobiliza trupele negre, Stanton a semnat în curând un ordin care permitea până la 5.000 de afro-americani să se înroleze în forțele Uniunii la Port Royal. Cei care au făcut-o au fost organizați în Regimente 1 și 2 Carolina de Sud (de culoare). Smalls a lucrat ca civil în Marină până în martie 1863, când a fost transferat Forțelor Terestre. După propria sa relatare, Smalls a fost prezent la 17 bătălii și ciocniri majore din Războiul Civil.
După capturare, Planter a avut nevoie de câteva reparații, care au fost efectuate pe loc și a intrat în serviciul Uniunii lângă Fort Pulaski⁠(d). Vasul a fost apreciat pentru pescajul redus, în comparație cu alte ambarcațiuni din flotă. Smalls a fost numit pilot al lui Crusader⁠(en)[traduceți] sub comanda căpitanului Alexander Rhind⁠(d). În luna iunie a acelui an, Smalls pilota pe Crusader pe râul Edisto în Golful Wadmalaw, când Planter a revenit în serviciu, iar un regiment de infanterie s-a angajat în bătălia de la Simmon's Bluff⁠(d) la gura râului Edisto⁠(d). El a continuat să piloteze Crusader și Planter. Pe când era sclav, el ajutase la așezarea minelor (numite pe atunci „torpile”) de-a lungul coastei și râului. Acum, ca pilot, ajutat la găsirea și îndepărtarea lor și a ajutat blocada dintre Charleston și Beaufort. De asemenea, a fost prezent când s-a tras asupra lui Planter în mai multe lupte de la Adam's Run pe râul Dawho și la luptele de la Rockville, la John's Island și la a doua bătălie de la Pocotaligo⁠(d).
El a fost numit pilot al cuirasatului⁠(d) USS Keokuk⁠(en)[traduceți], din nou sub comanda căpitanului Rhind, și a luat parte la atacul asupra Fortului Sumter din 7 aprilie 1863, care a fost un preambul la a doua bătălie de la Fort Sumter⁠(d) din toamna aceea. Keokuk a primit 96 de lovituri și s-a retras pe seară, scufundându-se în dimineața următoare. Smalls și mare parte din echipaj s-au mutat pe Ironside, iar flota s-a întors la Hilton Head.

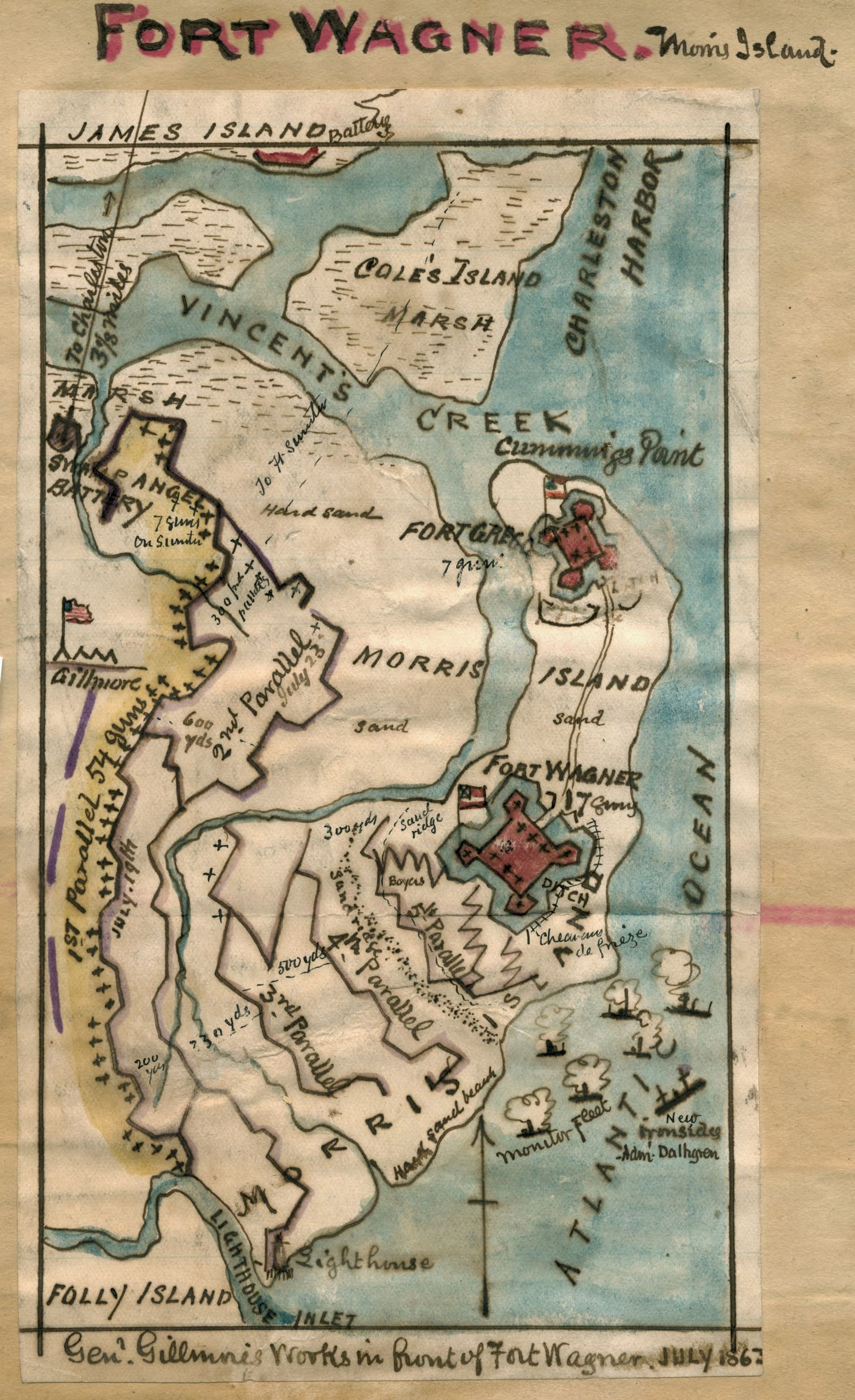
Abordările lui Gillmore la Fort Wagner, insula Morris, iulie 1863 înainte de. Farul unde a servit Smalls este marcat la capătul sudic al insulei Morris.

În iunie 1863, David Hunter⁠(d) a fost înlocuit în funcția de comandant al Departamentului Sudului⁠(d) cu Quincy Adams Gillmore⁠(d). Odată cu sosirea lui Gillmore, Smalls a fost transferat la departamentul de logistică. Smalls a fost pilot al navei USS Isaac Smith⁠(en)[traduceți], mai târziu reîncadrată în Marina Confederată cu numele Stono în expediția de pe Insula Morris⁠(d). Când trupele Uniunii au luat capătul de sud al insulei, Smalls a fost pus la conducerea Capului Farului ca pilot.
La 1 decembrie 1863, Smalls pilota nava Planter sub comanda căpitanului James Nickerson pe Folly Island Creek, când s-au deschis bateriile Confederate de la Secessionville⁠(d). Nickerson a fugit din cabina pilotului spre magazia de cărbuni. Smalls a refuzat să se predea, temându-se că membrii negri ai echipajului nu vor fi tratați ca prizonieri de război și ar putea fi executați sumar. Smalls a intrat în cabina de pilotaj și a preluat comanda ambarcațiunii și a condus-o în siguranță. Pentru aceasta, se spune că a fost promovat de Gillmore la gradul de căpitan și numit căpitan interimar al lui Planter.
În mai 1864, a fost votat delegat neoficial la Convenția Națională Republicană din Baltimore. Mai târziu în acea primăvară, Smalls a pilotat Planter la Philadelphia pentru o revizie. În Philadelphia, el a susținut ceea ce a fost cunoscut sub numele de Experimentul Port Royal, un efort de a strânge bani pentru a sprijini educația și dezvoltarea foștilor sclavi. La începutul Războiului Civil, Smalls nu știa să citească sau să scrie, dar s-a alfabetizat în Philadelphia. În 1864, Smalls se afla într-un tramvai din Philadelphia și i s-a poruncit să predea locul unui călător alb. Small a preferat să iasă din vehicul decât să călătorească pe platforma deschisă. Această umilire a unui erou veteran a fost citată în dezbaterea care a dus la adoptarea de către legislativ a unui proiect de lege pentru integrarea transportului public în Pennsylvania în 1867.
În decembrie 1864, Smalls și Planter s-au deplasat în sprijinul armatei lui William T. Sherman în Savannah, Georgia, la punctul de destinație al marșului său spre mare. Smalls s-a întors cu Planter în portul Charleston în aprilie 1865 pentru ridicarea ceremonială a drapelului american din nou la Fort Sumter. Smalls a fost lăsat la vatră la 11 iunie 1865. Printre alte nave pilotate de Smalls în timpul războiului s-au numărat Huron⁠(en)[traduceți] și Paul Jones⁠(en)[traduceți]. El a continuat să piloteze Planter, slujind o misiune umanitară de a lua hrană și provizii pentru sclavii eliberați care își pierduseră casele și mijloacele de existență în timpul războiului. La 30 septembrie, Planter a intrat în serviciul Biroului Eliberaților⁠(d).

### Postul militar și remunerația
Postul lui Smalls în Armata și Marina Uniunii a fost contestat, iar recompensa primită pentru capturarea lui Planter a fost criticat. În timpul vieții sale, articole despre Smalls afirmă că atunci când a fost repartizat să piloteze Planter, Marina nu i-a permis să dețină gradul de pilot deoarece nu era absolvent al unei academii navale, o cerință la acea vreme. Pentru a se asigura că a primește o remunerație adecvată pentru un căpitan, a fost numit sublocotenent al Regimentului I Voluntari din Carolina de Sud⁠(d) (mai târziu redenumit Regimentul Federal 33 Infanterie de Culoare⁠(d)) și a fost desemnat să acționeze ca pilot. Multe surse afirmă și că generalul Gillmore l-a promovat pe Smalls în grad de căpitan în decembrie 1863, după ce a salvat Planter când acesta era atacat lângă Secessionville. Surse ulterioare afirmă că Smalls a primit o numire fie în Armată, fie în Marină, dar probabil că a fost oficial civil pe tot parcursul războiului. În 1865, salariul său de „comandant” al navei Planter a fost, conform unui ziar, de 1800 de dolari (28823 la valoarea de azi); el se afla cu Planter  în portul Charleston alături de alt nave ale Uniunii în 1865, și i-au transportat de la țărm pe toți afro-americanii care doreau să participe la ceremonia de înălțare a drapelului la Fort Sumter.
Mai târziu, când Smalls a cerut o pensie aferentă serficiului în Marină, a aflat că nu fusese angajat oficial. El a susținut că a primit o numire oficială de la Gillmore, dar că a pierdut documentul. În 1883, o comisie din Congres a propus o lege prin care să fie trecut în lista de pensionari ai Marinei, dar procesul în cele din urmă a fost oprit, probabil pentru că Smalls era negru. În 1897, o lege specială a Congresului i-a acordat lui Smalls o pensie de 30 de dolari pe lună, egală cu pensia de căpitan de Marină.
În 1883, în timpul dezbaterilor pe marginea proiectului de lege de înscriere a lui Smalls pe lista de pensionari ai Marinei, un raport afirma că estimarea din 1862 a valorii lui Planter era „absurd de scăzută” și că o evaluare justă ar fi fost la peste 60.000 de dolari. Cu toate acestea, Smalls nu a mai primit nicio plată până în 1900. În acel an, Congresul a adoptat un statut prin care Smalls urma să primească 5.000 de dolari, mai puțin suma plătită lui în 1862 (1.500 de dolari), pentru capturarea navei. Mulți încă simțeau că această sumă era mai puțin decât i se cuvenea.

## După Războiul Civil
Imediat după război, Smalls s-a întors în Beaufortul natal, unde a cumpărat fosta casă a stăpânului său din Prince Street, numărul 511, pe care autoritățile fiscale ale Uniunii o confiscaseră în 1863 pentru refuzul de a plăti impozite. Ulterior, fostul proprietar a dat în judecată pentru a recâștiga proprietatea, dar Smalls și-a păstrat proprietatea în urma deciziei instanței. Cazul a devenit un precedent important în alte cazuri similare. Mama lui, Lydia, a locuit cu el pentru tot restul vieții. El a permis soției fostului său stăpân, bătrânei Jane McKee, să se mute în fosta ei casă înainte de moartea ei. Smalls a petrecut nouă luni învățând să citească și să scrie. El a cumpărat o clădire cu două etaje în Beaumont în scopul de a înființa o școală pentru copiii afro-americani.

### Încercări de afaceri

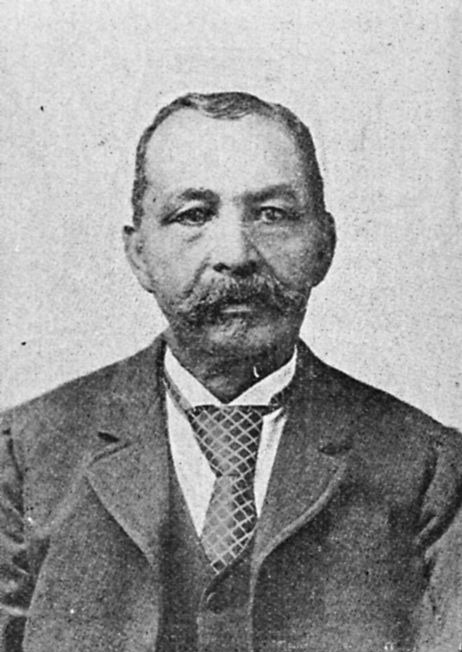
Richard Gleaves, partenerul de afaceri al lui Smalls după război

În 1866, Smalls a intrat în afaceri în Beaufort cu Richard Howell Gleaves⁠(d), un om de afaceri din Philadelphia. Ei au deschis un magazin pentru a satisface necesitățile sclavilor eliberați⁠(d). Smalls a angajat și un profesor care să-l ajute să studieze. În aprilie, republicanii radicali care controlau Congresul au trecut peste vetourile președintelui Andrew Johnson și au adoptat o lege a drepturilor civile⁠(d). În 1868, ei au adoptat al 14-lea amendament, care a fost ratificat de state pentru a extinde cetățenia deplină tuturor americanilor, indiferent de rasă.
Smalls a investit mult în dezvoltarea economică a regiunii Charleston-Beaufort. În 1870, anticipând prosperitatea pe care le-o va aduce reconstrucția, Smalls, împreună cu colegii Joseph Rainey⁠(d), Alonzo Ransier⁠(d) și alții, au format Enterprise Railroad, o linie de cale ferată pentru vehicule trase de cai, lungă de 18 mile, care transporta mărfuri și pasageri între cheiurile din Charleston și depozitele de pe uscat. Cu excepția unui director alb („Carpetbagger”, redactorul de ziar, legiuitorul și trezorierul comitatului, Timothy Hurley), consiliul de administrație al căii ferate era în întregime afro-american. Richard H. Cain⁠(d) a fost primul său președinte. Autorul Bernard E. Powers o descrie drept „cea mai impresionantă afacere comercială a membrilor elitei negre din Charleston”. Smalls a deținut și a contribuit la publicarea unui ziar al negrilor, Beaufort Southern Standard, începând cu 1872.

## Cariera politică
Faima lui Smalls din timpul războiului și fluența sa în dialectul Gullah⁠(d) i-au oferit o oportunitate de ascensiune politică.

### Afilierea politică
Smalls a fost un republican⁠(d) loial, iar partidul său domina statele nordice și a adoptat legi care acordau protecție pentru afro-americani, în timp ce democrații, care dominau Sudul, se opuneau acestor măsuri. După Războiul Civil, republicanii au adoptat legi care acordau protecție afro-americanilor și promovau dreptatea socială; din nou, democrații s-au opus în mare măsură acestor inițiative. Pe 22 august 1912, Smalls i-a scris senatorului american Knute Nelson⁠(d): „Nu pierd niciodată din vedere faptul că, dacă nu ar fi fost Partidul Republican, nu aș fi fost niciodată un deținător de funcții de niciun fel – din 1862 până în prezent.” Cu cuvinte care au devenit celebre, el și-a descris partidul drept „partidul lui Lincoln... care a rupt lanțurile de la gâtul a patru milioane de ființe umane”. El a scris aceste rânduri pe 12 septembrie 1912, într-o scrisoare în care își exprima teama față de alegerile prezidențiale⁠(d) care urmau. În acea scrisoare, el a concluzionat: „Cer ca fiecare om de culoare din Nord care are de exprimat un vot să voteze pentru Partidul Republican obișnuit și, astfel, să îngroape Partidul Democrat atât de adânc încât să nu se vadă nici măcar o bulă de aer ridicându-se din locul unde a avut loc înmormântarea”.

### Politica la nivel de stat
Smalls a fost delegat la Convenția Constituțională a Carolinei de Sud din 1868, unde a lucrat pentru a pune la dispoziție școlarizare gratuită și obligatorie pentru toți copiii din Carolina de Sud. A servit ca delegat la mai multe convenții naționale republicane și a participat la convențiile republicane de la nivelul statului Carolina de Sud.
În 1868, Smalls a fost ales în Camera Reprezentanților a Carolinei de Sud. A fost foarte eficient, introducând Legea Gospodăriilor și proiectul de lege pentru drepturile civile, pe acesta din urmă luptând să-l facă adoptat adopte. În 1870, Jonathan Jasper Wright a fost ales judecător al Curții Supreme din Carolina de Sud, iar Smalls a fost ales pentru a-i termina mandatul neexpirat din Senat. El a continuat în Senat, câștigând alegerile din 1872 împotriva lui WJ Whipper. În Senat a fost considerat un foarte bun orator și participant la dezbateri. A fost membru al Comisiei de Finanțe și președinte al Comisiei Imprimeriei Publice.
Smalls a fost delegat la Convenția Republicană Națională din 1872 de la Philadelphia, care l-a nominalizat pe Grant pentru realegerea în funcția de președinte; în 1876 la Cincinnati, unde a fost nominalizat Hayes; și în 1884 la Chicago, unde a fost nominalizat pe Blaine  — și apoi continuu la toate convențiile până în 1896. A fost ales vicepreședinte al Partidului Republican din Carolina de Sud la convenția acestui partid pe statul Carolina de Sud din 1872.
În 1873, Smalls a fost numit locotenent-colonel al Regimentului III din Miliția Statului Carolina de Sud. Ulterior, a fost promovat la gradul de general de brigadă al Brigăzii a II-a din Miliția Carolinei de Sud, și general-maior al Diviziei a doua din Miliția Carolinei de Sud. A deținut această funcție până în 1877, când democrații au preluat controlul asupra guvernului statului.

### Politica națională

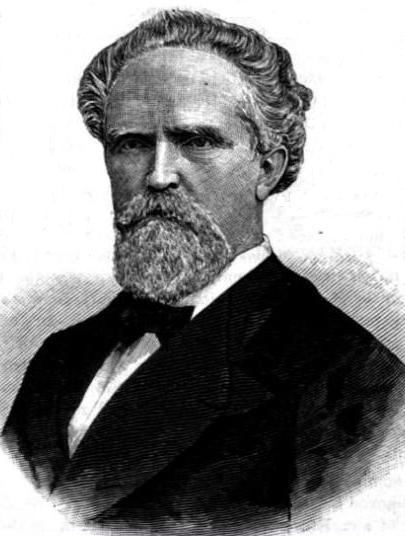
George D. Tillman, unul dintre principalii rivali ai lui Smalls în alegerile pentru Congres

În 1874, Smalls a fost ales în Camera Reprezentanților Statelor Unite, unde a servit două mandate între 1875 și 1879. Din 1882 până în 1883, el a reprezentat districtul 5 din Carolina de Sud în Cameră. Legislativul statului a manipulat delimitarea districtului districtului, incluzând astfel Beaufortul și alte zone de coastă locuite predominant de negri în districtul 7 din Carolina de Sud și oferind altor districte din apropiere substanțiale majorități de albi. Smalls a fost ales în districtul 7 și a servit între 1884 și 1887. A fost membru al celui de-al 44 -lea, al 45 -lea, al 47-lea, al 48-lea și al 49-lea Congres al SUA.
În 1875, el s-a opus transferului de trupe din Sud, temându-se de efectul unei astfel de mișcări asupra siguranței negrilor din Sud. În timpul examinării unui proiect de lege de reducere și restructurare a armatei Statelor Unite, Smalls a introdus un amendament conform căruia „de acum înainte, la înrolarea bărbaților în armată... nu se va face nicio distincție în funcție de rasă sau culoare”. Cu toate acestea, amendamentul nu a fost discutat de Congres. A fost ultimul republican ales din districtul 5 până în 2010, când Mick Mulvaney⁠(d) a preluat mandatul. El a fost al doilea cel mai longeviv membru afro-american al Congresului (după contemporanul său Joseph Rainey⁠(d)) până la mijlocul secolului al XX-lea.
După Compromisul din 1877⁠(d), guvernul SUA și-a retras restul de trupe din Carolina de Sud și din alte state din Sud. Democrații Bourboni⁠(d) conservatori din Sud, care se autodenumeau Redeemers⁠(d), au recurs la violențe și fraude electorale pentru a recâștiga controlul asupra legislativului statului. Ca parte a eforturilor ample ale albilor de a reduce puterea politică a afro-americanilor, Smalls a fost acuzat și condamnat pentru luare de mită cu cinci ani mai devreme în legătură cu atribuirea unui contract de tipărire. El a fost grațiat ca parte a unui acord prin care s-a renunțat și la acuzațiile împotriva democraților acuzați de fraudă electorală.
Scandalul a produs daune politice, iar Smalls a fost învins de democratul George D. Tillman⁠(d) în 1878 și, din nou, la limită, în 1880. El a contestat rezultatul din 1880, i s-a dat dreptate, și apoi a obținut mandatul și în 1882. În 1884, a fost ales pentru a ocupa un loc într-un alt district. A fost nominalizat pentru Senat, dar a fost învins de Wade Hampton⁠(d) în decembrie 1884. În această perioadă, în Congres, el a susținut legislația de integrare rasială, a susținut o pensie pentru văduva fostului său general-maior, David Hunter, și i-a sfătuit pe negrii din Carolina de Sud să se abțină de la a emigra în Nord, în Vestul Mijlociu sau în Liberia.
În 1890, a fost numit de președintele Benjamin Harrison colector al portului Beaufort, funcție pe care a deținut-o până în 1913, cu excepția celui de al doilea mandat al democratului Grover Cleveland. Smalls a fost activ până inclusiv în secolul al XX-lea. El a fost „delegatul principal de culoare” la convenția constituțională din Carolina de Sud⁠(d) din 1895. Împreună cu alți cinci politicieni de culoare, el s-a opus cu fermitate delegaților albi democrați majoritari, în timp ce aceștia introduceau implacabil privarea de drepturi a cetățenilor de culoare ai statului în propunerea de constituție. Căutând să mediatizeze această clauză flagrant discriminatorie, ei au scris un articol pentru New York World⁠(d). Ei au fost însă depășiți numeric și noua constituție a fost adoptată, la fel ca și alte constituții de stat similare din Sud. Timp de multe decenii, aceste documente au supraviețuit contestărilor legale care au ajuns până la Curtea Supremă a SUA, ceea ce a dus atât la excluderea afro-americanilor de la participarea politică, cât și la paralizarea Partidului Republican în întreaga regiune.
La sfârșitul anilor 1890, a început să sufere de diabet. El a refuzat un post de colonel al unui regiment negru în Războiul Hispano-American și o numire într-o funcție de ambasador în Liberia.

### Politica locală
Deși Smalls nu s-a implicat oficial în politica la nivel local, el a avut o oarecare influență. În 1913, într-una dintre ultimele sale acțiuni ca lider al comunității, el a jucat un rol important în oprirea unei mulțimi de persoane care voia să linșeze doi negri suspecți de uciderea unui bărbat alb. El a făcut presiuni asupra primarului, spunând că negrii pe care i-a trimis prin tot orașul vor arde orașul dacă grupul de oameni nu va fi oprit. Primarul și șeriful au oprit mulțimea.

## Familia
Cu prima sa soție, Hannah Jones Smalls, cu care s-a căsătorit la 24 decembrie 1856, Robert Smalls a avut trei copii: Elizabeth Lydia (1858–1959; căsătorită cu Samuel Jones Bampfield, nouă copii); Robert Jr. (1861–1863), care a murit la vârsta de doi ani; și Sarah Voorhies (1863–1920, căsătorită cu dr. Jay Williams, fără copii). Hannah Jones Smalls avea două fiice când l-a cunoscut pe Robert Smalls: Charlotte Jones (m. Willie Williams) și Clara Jones (m. James Rider). Smalls și familia sa au fost afiliați Bisericii Baptiste și au mers la Biserica Baptistă Berean când locuiau în Washington, DC. Smalls a fost mason la Prince Hall ca membru al Lojii Sons of Beaufort #36.
Hannah Smalls a murit pe 28 iulie 1883. La 9 aprilie 1890, Robert Smalls s-a căsătorit cu Annie E. Wigg, o învățătoare din Charleston, care i-a născut un fiu, William Robert Smalls (1892–1970). Annie Smalls a murit pe 5 noiembrie 1895.
Smalls a murit de malarie și diabet pe 23 februarie 1915, la vârsta de 75 de ani. A fost înmormântat în parcela familiei sale în curtea bisericii Tabernacle Baptist Church din centrul orașului Beaufort. Monumentul lui Smalls din curtea bisericii este inscripționat cu declarația sa din 1895 în fața legislativului din Carolina de Sud: „Rasa mea nu are nevoie de o apărare specială, pentru că istoria trecută a lor în această țară dovedește că sunt egali cu orice popor de oriunde. Tot ce le trebuie este o șansă egală în bătălia vieții.”

## Onoruri și amintirea
- Fort Robert Smalls⁠(d) a fost numit în onoarea sa; a fost construit de către negrii liberi în 1863 pe McGuire's Hill din partea de sud a Pittsburgh-ului în timpul Războiului Civil American. A supraviețuit până în anii 1940.[43]
- Casa Robert Smalls din Beaufort a fost desemnată reper istoric național.
- Un monument și o statuie sunt dedicate memoriei sale unde este înmormântat la Tabernacle Baptist Church din Beaufort.[44]
- Școala Robert Smalls din Cheraw, Carolina de Sud⁠(d), poartă numele lui.
- Robert Smalls International Academy[45] (fosta Robert Smalls Middle School) din comitatul Beaufort, Carolina de Sud, este numită pentru el.
- În timpul celui de al Doilea Război Mondial, tabăra Robert Smalls a fost înființată ca o sub-facilitate a Centrului de pregătire navală a Marilor Lacuri pentru a antrena marinari negri (marina era segregată la acel moment).[46]
- Muzeul Casa Verdier din Beaufort are o expoziție despre Robert Smalls.[47]
- În 2004, SUA au numit o navă după Robert Smalls, USAV Major General Robert Smalls (LSV-8)⁠(en)[traduceți], o navă de sprijin logistic din clasa Kuroda⁠(d), operată de armata SUA. Este prima navă a armatei care poartă numele unui afro-american.[48]
- Charleston a organizat ceremonii comemorative în 2012 la aniversarea a 150 de ani de la evadarea lui Robert Smalls pe Planter, cu programe speciale pe 12 și 13 mai.[49]
- Robert Smalls Parkway este o secțiune de cinci mile a șoselei 170 din Carolina de Sud, care traversează insula Port Royal și duce în Beaufort.[50]
- O statuie a lui Robert Smalls se află în Muzeul Național de Istorie și Cultură Afro-Americană din SUA⁠(d).[51]
- Waterfront Park din Charleston conține un mic piedestal cu o plachetă care explică contribuțiile lui Robert Smalls în zonă.[52]
- Există o propunere de a ridica o statuie a lui Robert Smalls la Casa de Stat din Carolina de Sud.[53]
- În 2019, Amazon a anunțat că dezvoltă un film biografic cu regizorul Charles Burnett. În 2021, a fost anunțat că Malcolm Mays este în curs de rescriere a scenariului.[54]
- Un film biografic al lui Robert Smalls este dezvoltat de Legion M, Wolper Corporation și Bill Duke, sub titlul „Defiant”.[55]